# Interferències gramaticals del castellà sobre el català

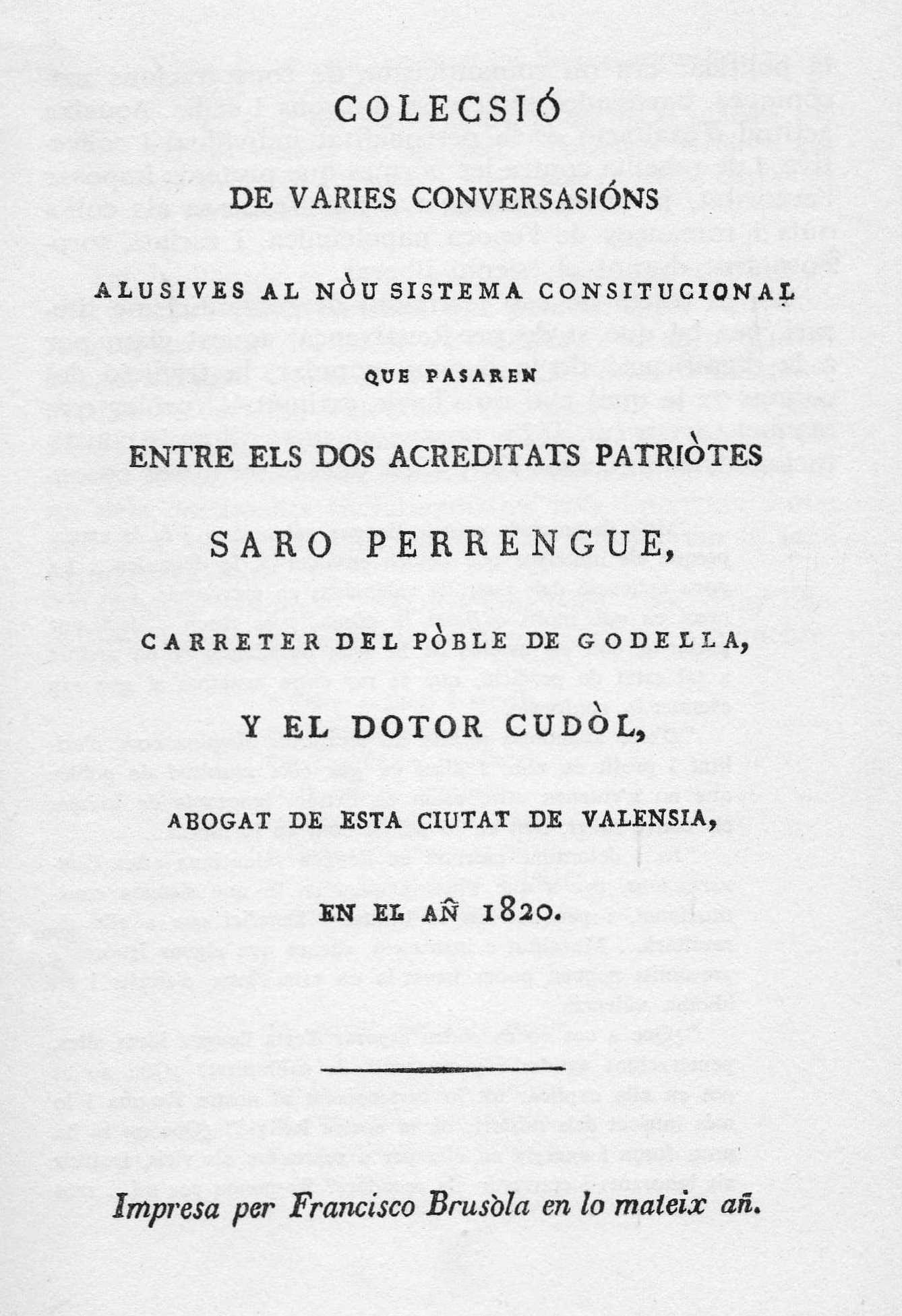
Publicació en valencià del 1820.

A causa del contacte entre llengües (especialment amb el castellà), als territoris on es parla català es donen interferències gramaticals —desviacions de la llengua considerada normativa— a tots els nivells de la llengua, des del més col·loquial fins al nivell de la suposada llengua estàndard dels mitjans de comunicació, i fins i tot a la llengua literària.
En alguns sectors de la societat catalana existeix una voluntat d'acostament o d'anivellament entre les formes pròpies del català i les del castellà, en detriment de les particularitats del primer. El model de català fruit d'aquest desig d'assimilació ha estat anomenat «català light» o «catanyol». El català correcte, normatiu, ha estat al seu torn qualificat molt sovint de «català heavy» pels defensors de la primera postura.
Si bé és cert que tota tendència a l'exageració i al pedantisme hauria de ser bandejada d'un sistema eficient de comunicació —en català s'ha fet un ús de vegades abusiu del neologisme i de l'arcaisme—, el que no s'hauria de permetre és l'anorreament i la dilució d'un sistema lingüístic per assimilació a un altre sistema que li és aliè. El català forma part d'un continu de llengües denominades romàniques (Romània o Llatinitat), si només es considera referent i comparant de la llengua catalana el castellà s'ignora voluntàriament una història que va dellà, en el temps, de les actuals fronteres polítiques i fent això s'obra contra la natura mateixa de la llengua catalana.
A continuació s'enumeren algunes de les interferències gramaticals més habituals.

## Sintaxi

### No caiguda de preposició o canvi de preposició quan caldria
En català no s'admet el contacte entre una preposició i la conjunció completiva "que". Per això no es pot dir "em refereixo *a que/què" ans s'ha de dir "em refereixo que" o millor "em refereixo al fet que". Igualment no s'ha de dir "tinc esperança de que vingui" o —per confusió amb el relatiu— "tinc esperança de *que/què vingui" sinó "tinc esperança que vingui". Tampoc no s'ha de dir "es basa en *què/que" sinó "es basa en el fet que" o "es basa en la idea que". Tampoc "confio en *què/que vindrà" sinó "confio que vindrà".
Les preposicions "a", "de", "amb" i "en" o bé cauen obligatòriament davant la conjunció "que" o bé cal inserir un element entre la preposició i la conjunció "fet", "idea", "tesi". Construccions com "la idea *de que/què", "l'esperança de *què/que", "per tal *de que/què", o "des *de que" són igualment errònies.
La preposició "en" no es considera acceptable davant un infinitiu sempre que no sigui una construcció temporal del tipus "en arribar, jo ja hi era", per això s'ha de canviar: "insisteixen en la seva innocència" (en + sintagma nominal), "insisteixen que són innocents" (caiguda de preposició davant "que" completiu), o "insisteixen a dir que són innocents" (canvi de preposició davant l'infinitiu).

### Ús extensiu de la preposició «a» davant els objectes directes de persona
La preposició «a» davant objecte directe de persona només s'utilitza davant quantificadors com «tots», «ningú», mai davant la resta de construccions. Es diu «això afecta a tothom» però no pas «això afecta al trànsit aeri», sinó «això afecta el trànsit aeri». Cal no confondre el complement directe amb l'indirecte, tal com succeeix en castellà. «Afectar», «concernir», etc. regeixen objecte directe i, per tant, no porten «a».

### AMB abusiu
Amb verbs en els quals el català no fa servir "amb" i que no hi aporta pas res, com ara "Continuar *amb alguna cosa": continuar alguna cosa.

### Confusió entre els pronoms relatius i les oracions subordinades completives
Quan algú escriu, per exemple, "parlava de què aquella situació no li agradava" comet dues errades. Primer no fa caure la preposició davant el "que", segon, confon un "que" completiu amb un pronom relatiu. Com distingir un "que" completiu d'un "que" relatiu? Només cal substituir el "que" en qüestió per un "qual"; si sona bé és relatiu, si no sona, és que es tracta d'una completiva: "Parla del qual aquella situació no li agradava". No té sentit, es tracta doncs d'un "que" completiu.
Millor fóra "Diu que... " i no fer el calc "Parlar de..." així s'evitarien dues interferències.

### Eliminació de negacions
Desaparició de l'adverbi "no" quan apareix abans a l'interior de la frase un adverbi negatiu, exactament com en castellà. Per exemple "Mai vindré" en lloc de "mai no vindré".

### "Cap", "mai", "ningú" i "res"
Aquests adverbis i pronoms ja no s'utilitzen en frases condicionals i interrogatives en el sentit de les seves formes afirmatives, és a dir, d'"algun cop", d'"algú" i d'"alguna cosa" o "quelcom". "Ha vingut algú avui?" en comptes del català "que ha vingut ningú avui?". "Si mai véns, fes-m'ho saber". "Vols que et dugui res?".

## Ortografia

### Paraules que en català s'escriuen ambvi en castellà ambb
Noms i adjectius:
- advocat - abogado
- alcova - alcoba
- algaravia - algarabía
- almívar - almíbar
- arrova - arroba
- avet - abeto
- avi - abuelo
- avorrir - aburrir
- bava - baba
- caravel·la - carabela
- cascavell - cascabel
- cavall - caballo
- cervell - cerebro
- covard - cobarde
- endívia - endibia
- escrivà - escribano
- Esteve - Esteban
- esvelt - esbelto
- fava - faba
- gavarra - gabarra
- gavardina - gabardina
- govern - gobierno
- javelina - jabalina
- llavi - labio
- núvol - nube
- pavelló - pabellón
- prova - prueba
- proveta - probeta
- raval - rabal
- rave - rábano
- rebava - rebaba
- savi - sabio
- tàvec - tábano
- taverna - taberna
- tovera - tobera
- trava - traba
- trèvol - trébol
- vernís - barniz
- voltor - buitre

Verbs:
- arravatar - arrebatar
- avorrir- aburrir
- bevem - bebemos
- devem - debemos
- canviar - cambiar
- cavalcar - cabalgar
- envestir - embestir
- espavilar - espabilar
- escrivim - escribimos
- gravar - grabar
- haver - haber
- provar - probar
- travar - trabar
- vogar - bogar

- les terminacions en -ava, -aves - -aba, -abas
- les terminacions en -àvem, àveu - -ábamos, -ábais

### Paraules que en català s'escriuen ambbi en castellà ambv
- automòbil - automóvil
- baró - varón
- berruga - verruga
- basc - vasco
- beina - vaina
- bena - venda
- besllumar - vislumbrar
- berbena - verbena (planta)
- biga - viga
- Biscaia - Vizcaya
- bivac - vivac
- bolcar- volcar
- calb - calvo
- corb - cuervo
- corb -a - curvo -a
- desimbolt -a - desenvuelto -a
- embenar- vendar
- fava - haba
- mòbil - móvil
- Nègueb - Néguev (desert)
- Nerbion - Nervión (riu basc)
- rebentar - reventar
- rebolcada - revolcón
- riba - rivera
- saba - savia
- trobador- trovador

### Paraules que en català s'escriuen ambmi en castellà ambn
- amfibi -bía - anfibio -a
- àmfora - ánfora
- amfiteatre - anfiteatro
- amfitrió - anfitrión
- circumval·lació - circunvalación
- èmfasi - énfasis
- emmarcar - enmarcar
- emmascarar- enmascarar
- emmelar - enmelar
- emmudir - enmudecer
- immaculat -ada - inmaculado -a
- immadur/a - inmaduro/a
- immaduresa - inmadurez
- immanent - inmanente
- immaterial - inmaterial
- immediat -a - inmediato -a
- immens -a - inmenso -a
- immersió - inmersión
- immillorable - inmejorable
- immòbil - inmóvil
- immolar - inmolar
- immune - inmune
- immunitat - inmunidad
- simfonia - sinfonía
- tramvia - tranvía
- triomf - triunfo

### Paraules que en català s'escriuen ambai en castellà ambe
- afaitar - afeitar
- ambaixada - embajada
- arravatar- arrebatar
- assassinar - asesinar
- avaluació - evaluación
- avaria - avería
- davant - delante
- latrina - letrina
- maragda - esmeralda
- ramat - rebaño
- rancor- rencor
- sanefa - cenefa
- Sardenya - Cerdeña

### Paraules que en català s'escriuen ambei en castellà amba
- assemblea - asamblea
- càmera - cámara
- cànem - cáñamo
- efeminat - afeminado
- emparar - amparar
- espàrrec - espárrago
- estendard - estandarte
- meravella - maravilla
- monestir - monasterio
- orgue - órgano
- ràfega - ráfaga
- rave - rábano
- sergent - sargento
- setí - satén
- treball - trabajo

### Paraules que en català s'escriuen amboi en castellà ambu
- avorrir - aburrir
- botifarra - butifarra
- capítol - capítulo
- cobrir - cubrir
- complir - cumplir
- cònsol - cónsul
- embotit - embutido
- escopir - escupir
- escrúpol - escrúpulo
- podrir - pudrir
- recobriment - recubrimiento
- rigorós - riguroso
- robí - rubí
- sorgir - surgir
- sospirar - suspirar
- títol - título
- tonyina - atún
- torró - turrón
- joventut - juventud

### Paraules que en català s'escriuen ambui en castellà ambo
- ateneu - ateneo
- bufetada - bofetada
- butlleta - boleto
- butlletí - boletín
- butxaca - bolsillo
- correu - correo
- muntanya - montaña
- muntar - montar
- mussol - mochuelo
- ritu - rito
- suborn - soborno
- supèrbia - soberbia
- suport - soporte
- trofeu - trofeo
- turmell - tobillo
- turment - tormento

### Paraules que en català s'escriuen ambqui en castellà ambc
- adequar - adecuar
- aquàtic -a - acuático -a
- aqüícola - acuícola
- aqüicultura - acuicultura
- aqüífer - acuífero
- conseqüència - consecuencia
- enquesta - encuesta
- eqüestre - ecuestre
- freqüent - frecuente
- obliqüitat - oblicuidad
- pasqua - pascua
- quadern - cuaderno
- quadra - cuadra
- quadrangular - cuadrangular
- quadrant - cuadrante
- quadrat -da - cuadrado -a
- quadre/quadro - cuadro
- quàdriceps - cuadríceps
- quadribarrat -a - cuatribarrado -a
- quadrícula - cuadrícula
- quadrilàter - cuadrilátero
- quadrilla - cuadrilla
- quadrimestre - cuatrimestre
- quadrúpede - cuadrupedo
- quàdruple - cuádruple
- qual - cual
- qualificar - calificar
- qualitat - calidad
- quall - cuajo
- quallar - cuajar
- qualsevol - cualquiera
- quan - cuando
- quant -a - cuanto -a
- quantia - cuantía
- quàntic -a - cuántico -a
- quantitat - cantidad
- quaranta- cuarenta
- quarantena - cuarentena
- quaresma - cuaresma
- quàquer - cuáquero
- quars - cuarzo
- quartet - cuarteto
- quart -a - cuarto -a
- quartilla - cuartilla
- quasi - casi
- quaternari - cuaternario
- qüestió - cuestión
- quota - cuota
- quotidià -na - cotidiano -na
- requesta - recuesta
- ubiqüitat - ubicuidad

### Paraules que en català s'escriuen amb "g" i en castellà amb "j"
- bugia - bujía
- conserge - conserje
- consergeria - conserjería
- estranger - extranjero
- genet - jinete
- gerga - jerga (tela)
- gingebre - jengibre
- girafa - jirafa
- granger - granjero
- hemiplegia - hemiplejia
- paraplegia - paraplejia
- quadriplegia - cuadriplejia
- targeta - tarjeta
- tetraplegia - tetraplejia

### Paraules que en català s'escriuen amb "x" i en castellà amb "j"
- apoplexia - apoplejía
- executar - ejecutar
- executiu -va - ejecutivo -va
- exemplar - ejemplar
- exemple - ejemplo
- exercici - ejercicio
- exercir - ejercer
- exèrcit - ejército
- xerès/-és - jerez (vi)

En canvi proïsme - prójimo.

### Paraules que en català s'escriuen amb "s" i en castellà amb "x"
- espoli - expolio
- estendre - extender
- estranger - extranjero
- estrangeria - extranjería
- estrangerisme - extranjerismo
- estrany - extraño

### Paraules que s'escriuen diferent del castellà per una sola lletra
- autoestop - autostop
- badia - bahía
- braman - brahmán
- bagul - baúl
- cacauet - cacahuete
- coet - cohete
- contraban - contrabando
- devesa - dehesa
- diftong - diptongo
- electroestàtic - electrostático
- estàndard - estándar - angl./fr. standard
- estandarditzar - estandarizar
- filharmònic -a - filarmónico -ca
- halar - jalar
- ham - anzuelo
- harmagedon / harmaguedon - armagedón
- harmonia - armonía
- harpia - arpía
- hidroestàtic - hidrostático
- hissar - izar
- hivern - invierno
- hivernacle - invernáculo (més comú invernaderno)
- imant - imán
- làmpada - lámpara
- magnetoestàtic - magnetostático
- orxata - horchata
- ostatge - hostaje (més comú rehén) - angl. hostage - fr. otage
- saurí - zahorí
- subhasta - subasta
- subtrahend - sustraendo
- tafur - tahúr
- teleespectador - telespectador
- terraqüi - terráqueo
- truà - truhán

### Paraules que en català s'escriuen separades i en castellà juntes
- des de - desde
- de seguida - enseguida

### Paraules que en català s'escriuen juntes i en castellà separades
- almenys- al menos
- sobretot - sobre todo (amb el significat de 'principalmente')

### Noms propis
- Adrià - Adrián
- Agnès - Inés
- Anna - Ana
- Carles - Carlos
- Empar - Amparo
- Esteve - Esteban
- Joan - Juan
- Lluís- Luis
- Pere - Pedro
- Xavier - Javier

### Noms geogràfics
- Àlaba - Álava
- Andalusia - Andalucía
- Biscaia - Vizcaya
- Brussel·les - Bruselas
- Cadis - Cádiz
- Còrdova - Córdoba
- Eivissa - Ibiza
- L'Havana - La Habana
- Moscou - Moscú
- Munic o Múnic - Múnich
- Osca - Huesca
- País Basc - País Vasco
- Saragossa - Zaragoza
- Terol - Teruel
- Txecoslovàquia - Checoslovaquia
- Xerès - Jerez

### Homònims
- acta - acta
- acte - acto
- ball - baile
- vall - valle
- bellesa - belleza
- vellesa - vejez
- bena - venda
- vena - vena
- beure - beber
- veure - ver
- boleiar - vol(t)ear
- voleiar - volar
- espacial - espacial
- especial - especial
- probable - probable
- provable - probable

## Fonètica
Els canvis fonètics observats són els propis de l'adaptació de la llengua als modes articulatoris del castellà, en concret:
- Ensordiment de sibilants: [s] per [z], [ts] per [dz], [tʃ] per [dʒ], [j] o [tʃ] per [ʒ]. Per ex.: "bellessa" en comptes de "bellesa", "cassolà" en comptes de "casolà", "metxa" per "metge". I, al costat, possibles confusions fruit d'hipercorrecció catalana: "discusió" en lloc de "discussió".
- Neutralització de la lateral palatal: [j] per /ʎ/.
- Absència de lateral velaritzada [ɫ], fins i tot en coda sil·làbica.
- Neutralització de totes les nasals (/m/, /n/, /ɲ/ i /ŋ/) en coda sil·làbica, que es pronuncien [n], o fins i tot [ŋ] en posició final.
- Neutralització de les vocals tòniques obertes amb les homorgàniques tancades: [e] per /ɛ/, [o] per /ɔ/.
- Neutralització de la vocal neutra àtona [ə] amb la vocal tensa [a].

El contacte amb el castellà, doncs, pot provocar una simplificació del sistema fonètic del català, especialment en àrees on el castellà s'ha imposat com a llengua dominant.

### Accent prosòdic diferent en català i castellà
- acne - acné
- aeròlit - aerolito
- Agamèmnon - Agamenón
- amoníac - amoniaco
- Antífil - Antifilo
- Arquimedes - Arquímedes
- Asclepiòdot - Asclepiodoto
- Àtila - Atila
- atmosfera - atmósfera
- aurèola - aureola
- Bàssora - Basora
- Borís - Boris
- caràcters - caracteres (pl. carácter)
- Carpats - Cárpatos
- catàclasi - cataclasis
- Cleòpatra - Cleopatra
- Cleombrot - Cleómbroto
- Dàmocles - Damocles
- díode - diodo
- diòptria - dioptría
- èczema - eccema
- Èdip - Edipo
- elèctrode - electrodo
- elit - élite
- endòspora - endospora
- ènema - enema
- Espàrtac - Espartaco
- estèrnum/estern - esternón
- Etiòpia - Etiopía
- futbol - fútbol
- fluor - flúor
- gàmet - gameto
- guru - gurú
- Hèlsinki - Helsinki
- Himàlaia - Himalaya
- Hèracles - Heracles
- iber - íber
- intèrfon - interfono
- interval - intérvalo
- isòbara - isobara
- Jàson - Jasón
- letargia - letargia /le.'taɾ.xja/
- libido - libido (pronunciat col·loquialment líbido)
- lígur - ligur
- Mali - Malí
- Marràqueix - Marrakech
- medul·la - médula
- megàlit - megalito
- Míkonos - Miconos
- mimesi - mímesis
- misantrop - misántropo
- míssil - missil
- monòlit - monolito
- Munic - Múnich
- oboè - oboe
- olimpíada - olimpiada
- omòplat - omoplato
- osmosi - ósmosis
- Pèricles - Pericles
- període - periodo
- pneumònia - pneumonía
- policíac - policiaco
- poliglot - políglota
- prènsil - prensil
- rèptil - reptil
- rupia - rupia /'ru.pja/
- Sàhara - Sahara
- Samaria - Samaria /sa.'ma.ɾja/
- sandvitx - sándwich
- Sennàquerib - Senaquerib
- sinergia - sinergia
- Suíntila - Suintila
- soviet - sóviet
- Tàrent - Tarento
- Tàrraco - Tarraco
- tèrmit - termita
- termòstat - termostato
- tèxtil - textil
- timpà - tímpano
- tiquet - tique/tiquet /'ti.ket/
- torticoli (m., pronunciat col·loquialment en femení tortícolis) - tortícolis
- Tibet - Tíbet
- Vercingetòrix - Vercingétorix
- víking - vikingo
- xandall - chándal
- xassís - chasis
- Zuric - Zúrich

## Morfologia

### Articles
Utilitza l'article neutre «lo» equivalent al castellà, quan en català normatiu no està acceptat:
- "a lo millor" en comptes de "potser" o "segons com", "si molt convé"
- "lo que faltava" en comptes de "el que faltava" o "només faltava això".
- "per lo que" en comptes de "per la qual cosa" o "i per això".

### Canvis de conjugació verbal
- "aclarar" en comptes de aclarir.
- "combatir" en comptes de combatre.
- "debatir" en comptes de debatre.
- "emitir" en compte de emetre.
- "reflexar" en comptes de reflectir.

### Diferències en el gènere d'algunes paraules
Hi ha algunes paraules que tenen gèneres diferents en català i en castellà.

#### Paraules que són femenines en català i masculines en castellà
- una àgape - un ágape
- una allau - un alud
- una anàlisi - un análisis
- una àncora - un ancla
- una aroma - un aroma
- la calor - el calor
- una cercavila - un pasacalle
- una dent - un diente
- la dolçor - el dulzor
- la fi (acabament) - el fin
- una hematia - un hematíe
- una marató - un maratón
- una olor - un olor
- la picor - el picor
- la pols - el polvo
- la por - el miedo
- unes postres - un postre
- la resplendor - el resplandor
- la resta - el resto
- la sabata - el zapato
- la sida - el sida
- la síncope - el síncope
- la síndrome - el síndrome
- la son ('ganes de dormir') - el sueño
- la suor - el sudor
- la vall - el valle
- la verdor - el verdor
- la xocolata (o el xocolate) - el chocolate

#### Paraules que són masculines en català i femenines en castellà
- els afores - las afueras
- un avantatge - una ventaja
- el carrer - la calle
- el compte - la cuenta
- el corrent - la corriente
- el costum - la costumbre
- el deute - la deuda
- el dot - la dote
- el dubte - la duda
- un escafandre - una escafandra
- els espinacs - las espinacas
- el front - la frente
- el full (de paper) - la hoja
- el llegum - la legumbre
- el lleixiu - la lejía
- els narius - las narices
- el nas - la nariz
- el pebre - la pimienta
- el pendent - la pendiente
- el senyal - la señal
- el titella - la marioneta
- el torticoli - la tortícolis

### Preposicions i conjuncions
- "a causa de", "per raó de" i no pas el castellanisme "degut a". "Degut -da" és solament participi.
- "a finals de" en comptes dels genuïns "a la fi de", "a la darreria de", "al final de".
- "a principis de" en comptes del genuí "al començament de, "al principi de".
- "no obstant això" o "això no obstant" no pas "no obstant" en l'accepció de "tanmateix".
- "per a" no pas "per" davant de sintagma nominal que expressa finalitat o destinació. Els parlants dels dialectes orientals tendeixen a escriure "per" en comptes de "per a". En la llengua estàndard és un ús erroni i empobridor de la unitat dialectal catalana. Davant l'infinitiu la normativa no és tan estricta i la "a", en aquest cas es pot ometre.
- "punt final" no pas "punt i final".
- "sempre que" no pas el castellanisme "sempre i quan".
- "sobre" s'usa erròniament en el sentit aproximatiu de temps en comptes de "allà, devers, al voltant de", "pels volts de". No és "Vindré sobre les set", és "Vindré pels volts de les set".
- "tal com" no pas "tal i com".
- "tal qual" no pas "tal i qual".

### Prefixos i sufixos
El sufix castellà -ar substitueix el català -ari. Així es tendeixen a crear formes estranyes:
- "interdisciplinar" en comptes d'"interdisciplinari".
- "grip aviar" en comptes de "grip aviària".

Abús i creació de verbs en -ejar per calc dels verbs en -ear-:
"bombejar" en comptes de "bombar"
"bloquejar" en comptes de "blocar"
"golejar" en lloc de "fer gols", "escanejar" en lloc de "escan(n)eritzar, "formatejar" en comptes de "formatar", etc.

### Pronoms febles
El castellà no té els pronoms febles "en" i "hi", i això fa que a vegades s'ometin en català:
- "ara vaig" en comptes de "ara hi vaig" (tot i que en certs casos cal traduir-lo per "Vinc!")
- "no tinc" en comptes de "no en tinc", "vull una gran" en comptes de "en vull una de gran"

Pronominalització d'alguns verbs que en català no són pas pronominals, per calc del castellà:
- "m'he caigut" en comptes de "he caigut" (el mateix passa amb "pujar", "baixar", "callar", "venir", etc.)

## Lèxic

### Lèxic castellà substitutori
En aquest conjunt s'agrupa una pila de castellanismes substitutoris —que no aporten cap valor semàntic indispensable— que fan part de la llengua de cada dia i que se senten tothora. Es tracta d'una tria dels més significatius. El grau de castellanització —i d'ús de castellanismes— es relaciona, val a dir, amb el nivell d'integració a la cultura catalana de l'emissor del missatge:
- "abarcar" en lloc de "abraçar" i "abastar"
- "aforament d'una sala" en comptes de "capacitat d'una sala"
- "agobiar" en lloc d'"angoixar" o "atabalar" o "aclaparar"
- "arandela" en comptes de "volandera"
- "averiguar" en comptes de "fer per saber com", "esbrinar" o "escatir"
- "bulto" en comptes de "bony"
- "cabrejar" en lloc de "emprenyar"
- "caradura" en comptes de "penques" o "barrut"
- "cuentacuentos" en comptes de "rondallaire"
- "cundir" en comptes de "allargar, rendir"
- "currar" en lloc de "pencar"
- "despilfarrar" en lloc de "balafiar" o "dilapidar" o "malgastar"
- "despotricar" en comptes de "malparlar"
- "disfrutar" en comptes de "gaudir" o "fruir"
- "donar-se compte" en lloc d'"adonar-se"
- "donar temps" en lloc de "tenir temps"
- "donat que" en comptes de "atès que"
- "escaquejar-se" en lloc de "fugir d'estudi"
- "event" —o "aconteixement"— en comptes de "esdeveniment"
- "fallo" en comptes de "fallada, error"
- "fastidiar" en comptes de "fer la guitza", "fúmer"
- "fer-se amb" en lloc de "aconseguir"
- "hombrera" en comptes de "musclera"
- "impactant" en lloc de "colpidor" o "punyent"
- "inalàmbric" en comptes de "sense fils"
- "insertar" en comptes de "inserir"
- "mástil" en comptes de "pal" (o, en els instruments musicals "mànec")
- "medi" en comptes de "mitjà" (= instrument)
- "medir" en lloc de "mesurar"
- "peató" en comptes de "pedestre, vianant" (Joan Coromines condemna l'ús de "vianant" perquè només vol dir 'passant' i proposa "pedestre")
- "peatonal" en lloc de "pedestre" o "de vianants"
- "per a què" en comptes de "perquè" —en oracions finals—
- "per suposat" en lloc de "per descomptat, naturalment"
- "portar temps" en lloc de "fer temps"
- "reaci" en lloc de "refractari" o "renitent"
- "recapacitar" en comptes de "repensar"
- "solapar-se" en lloc de "encavalcar-se" o "encobrir-se" (angl. "overlap", fr. "chevaucher")
- "tamany" en comptes de "mida, dimensions"
- "suggerent" en lloc de "suggestiu" o "suggeridor"
- "tenir que" en comptes de "haver de"
- "tornillo" en comptes de "cargol" o "vis"
- "tuerca" en lloc de "femella", etc.

### Canvis semàntics
- L'adjectiu "propi" adopta innecessàriament el significat d'identitat del castellà "propio" i així es diu: "el propi Josep va dir que no hi volia anar" en comptes del simple i correcte "El Josep mateix va dir que no hi volia anar".
- L'adjectiu "varis" adquireix el significat de "diversos" a més de tenir el sentit original català "de moltes menes".
- La conjunció "doncs" amb valor causal (en català només pot ser consecutiva) per calc de la conjunció castellana "pues", que en castellà pot fer les dues funcions. "No ho faig doncs no m'agrada" en comptes de "no ho faig, perquè no m'agrada".

### Eliminació de vocabulari característic del català
Quan el català té una forma lèxica què el castellà està desproveït ben sovint se suprimeix o bé es fa servir poc (fins i tot en l'escrit i sobretot quan es fan traduccions literals):
Per exemple, s'observen simplificacions notables com ara:
- emprovar (roba), tastar (menjar), provar (mirar de, intentar, assajar) > provar (cast. probar)
- adonar-se, parar esment, advertir > "donar-se compte" (cast. darse cuenta)
- adobar, agençar, arranjar, endreçar, engiponar, ordenar, reparar etc. > arreglar (cast. arreglar)
- menjar, menja, menjada, àpat, dinar > menjar (cast. comida)
- atapeir, collar, estrènyer, serrar, prémer, pitjar > apretar (castellanisme)
- esquer, ham > ham (cast. anzuelo)

### Locucions
El nombre de locucions que es tradueixen literalment és immens. Per ex.:
- "Donar un petó" (cast. "dar un beso") en comptes de "fer un petó".
- "Fer la pilota" : "fer la rosca".
- "Fer-se el suec/tonto" : "fer el longuis" o "fer l'orni", "Fer el paper de Met", "fer l'andorrà", "fer el desentès". En català l'ús del pronom se en aquest tipus d'expressions no és genuí (ex.: *"fer-se el sord" - "fer el sord").
- "Fet i dret" (cast. "hecho y derecho") en comptes de "de cap a peus".

Moltes locucions genuïnament catalanes estan caient en desús, mentre que, per desconeixement, es generalitzen traduccions literals del castellà.